# Pep Bras
Pep Bras (Premiá de Mar, 25 de diciembre de 1962) es un escritor y guionista español. Ha publicado alrededor de treinta libros y ha escrito guiones para gente tan diversa como Andreu Buenafuente, Julia Otero, Santiago Segura o Isabel Gemio. Licenciado en periodismo en el año 1984, ha sido profesor de novela en la Escola d'Escriptura del Ateneu Barcelonès y de guion en varias universidades.

## Obra literaria
Su carrera de escritor arrancó a los 17 años, cuando publica su primer libro, Escrivint amb els cent ulls de Laura. Forma parte del grupo literario La Font del Cargol. Entre 1981 y 1984 gana varios premios literarios, como el Lavínia, el Arts i Lletres (con el cuento Lletres), el premio Joan Santamaria (con la novela corta Els set segells) y la primera edición del Premio Just Manuel Casero, con el conjunto de relatos Amfetamínic, coescritos con Rafael Vallbona.
El año 1985 publica su primer libro de cuentos La mosca al nas (Ediciones 62); y el año 1987, Exemplar gratuït. Ese mismo año gana el premio La Sonrisa Vertical con El vaixell de les vagines voraginoses” (Tusquets Editoras). Entre 1987 y 1989 es columnista de opinión en el diario Avui. 
Arranca los 90 publicando su primera novela L'ull que mata (El Mèdol, 1991) y los libros de cuentos Orgasmes escabrosos (Premio La Piga 1991. Editorial Pórtico) y Noia dels timbals (Premio Marina. Editorial Columna / Pont de Piedra, 1993).
El año 1996 publica El Terrat, una tonteria com una casa, coescrito con Andreu Buenafuente, Toni Soler y Oriol Grau. Por Sant Jordi de aquel mismo año, el libro se convertiría en uno de los primeros booms de los llamados “libros mediáticos".
Es finalista del Premi Sant Jordi de novela con L'edat dels monstres (Editorial Columna, 1999). El año siguiente publica la novela juvenil Sexe, pentium, clearasil (Editorial Columna, 2000).
Ha publicado libros en colaboración con otros autores, como las compilaciones de cuentos La profecia (Área, 1988), con Lluís-Anton Baulenas, Alfred Bosch, Jaume Capó, Toni Cucarella, Josep-Francesc Delgado, Josep Maria Fonalleras, María Jaén, Anna Llauradó, Xavier Lloveras, Sílvia Manzana, Carles Mengual, Toni Pascual, Màrius Serra y Rafael Vallbona; y Deu claus al pany (Pórtico, 1991), con Anna Arumí, Lluís-Anton Baulenas, María Jaén, Manuel Joan y Arinyó, Josep Maria Morreres, Valerià Pujol, Josep-Lluís Seguí, Josep-Lluís Sotorra  y Rafael Vallbona.
Formó parte del colectivo literario Germans Miranda, formado por escritores, guionistas y dramaturgos como Jordi Puntí, Piti Español, David Cirici, Jordi Galceran, Enric Gomà, Matthew Tree, Toni Soler, Guillem Martínez o Albert Om. Con ellos publicó títulos como Ahhhhhhhh. Dotze contes eròtics (1998), El barça o la vida (1999) Tocats d'amor  (2000) o La vida sexual dels germans M. (2002).
Con los guionistas de El Terrat ha coescrito dos libros: la compilación de cuentos Fora de sèrie (Columna, 2010) y el ensayo humorístico Lo que vendría a ser la televisión en España (2011).
Sus novelas más recientes son "No t'ho prenguis com una cosa personal" (Columna, 2025); La vida en siete minutos (Seix Barral, 2012); y La niña que hacía hablar a las muñecas (Siruela, 2014). Esta última ha sido traducida al alemán y al holandés.

### Narrativa
- "No t'ho prenguis com una cosa personal". Columna, 2025. ISBN: 9788466433051
- "Assassins", dels Germans Miranda (coautor: conte "Amén"). Columna. 2024. ISBN 978-84-664-3143-9
- 'Escrit al Maresme" (coautor: conte "L'aventura"). 2022. Quaderns La Font del Cargol.
- Un mar de Premià. 2019. Diversos autors. Cossetània Editors. ISBN 9788490348277
- Lífting. 35 anys de contes 1981-2016 ISBN 9788490346358[4]
- La niña que hacía hablar a las muñecas,[5] Ediciones Siruela, 2014. ISBN 9788415608691
- La vida en siete minutos Editorial Seix Barral, 2012. ISBN 9788432209635
- Lo que vendría a ser la televisión en España Editorial Planeta, 2011. Escrito con los guionistas de El Terrat ISBN 9788408107187
- Fora de sèrie, Editorial Columna, 2010. Con los guionistas de El Terrat ISBN 9788466412216
- La vida sexual dels germans Miranda Editorial Columna, 2002. Col·lectiu Germans Miranda ISBN 8466402195
- Tocats d'amor Editorial Columna, 2000. Col·lectiu Germans Miranda ISBN 8483009528
- Sexe, Pentium, Clearasil Editorial Columna, 2000. ISBN 8483009447
- El Barça o la vida Editorial Columna, 1999. Col·lectiu Germans Miranda ISBN 8483007193
- L'edat dels monstres. Finalista del Premi Sant Jordi 1998. Editorial Columna ISBN 8483007185
- Aaaaaahhh... : dotze contes eròtics. Editorial Columna. Col·lectiu Germans Miranda, 1998.  ISBN 8483005123
- El Terrat, una tonteria com una casa. Editorial Columna, 1996. Con Andreu Buenafuente, Oriol Grau y Toni Soler ISBN 8483000989
- Noia dels timbals. Editorial Columna El Pont de pedra, 1993. ISBN 8486612276
- Orgasmes escabrosos. Premio La Piga 1991. Editorial Pórtico, 1992. ISBN 8422642956
- Deu claus al pany. Obra colectiva. Editorial Pòrtic, 1991.  ISBN 8473064488
- L'ull que mata. Editorial El Mèdol, 1991. ISBN 848654243X
- La profecia. Obra colectiva. Editorial Área Contemporánia, 1989.
- El vaixell de les vagines voraginoses. Premio La Sonrisa Vertical 1987. Editorial Tusquets ISBN. Traducción al castellano: El bajel de las vaginas voraginosas. Editorial Tusquets, 1992.  ISBN 8472239772
- Exemplar gratuït. Editorial Empúries, 1987. ISBN 8475961045
- La mosca al nas. Ediciones 62, 1985.  ISBN 8429722904
- Mixtura. Obra colectiva. Premio Just Manuel Casero. Editorial Galba Narrativa, 1984. ISBN 8485952308
- Afrodisíacs alquimístics & Grapejant magnetoscopis. Obra colectiva. Premi La Colla Excursionista Cassassenca. 1982.
- Escrivint amb els cent ulls de Laura. Quanderns de poesia La Font del Cargol. Editorial Oikos Tau, 1980. ISBN 8428104743

### Teatro
Su relación con el teatro empieza a los 18 años, cuando entra a formar parte  del grupo teatral de Vilasar de Dalt “Baixà-Dasà”. Con ellos estrena el 1981 una primera versión de su ópera prima, City Bang Blues, donde interpreta el papel del antagonista, el gàngster Georges Singles. 
Es uno de los fundadores de la compañía Tarit-Tarot de Premiá de Mar, que en 1983 lleva a escena su segunda obra, L'oca del senyor és teva. El año 1989 gana el premio Antoni Santos de Teatro con una segunda versión de City Bang Blues (subtitulada Sang i fetge a la ciutat).
En los años 1990-1991 escribe a diez manos (con Màrius Serra, Josep Maria Fonalleras, Oriol Izquierdo y Jaume Subirana) la obra L'estany, para la Compañía del Teatreneu.
El año 2003 obtiene un gran éxito teatral con la obra Comando a distància, coescrita con Jordi Évole, Joan Grau, David Escardó y Xavi Navarro, y que llena durante un año el Teatro Apolo de Barcelona. Este mismo año, coescribe con el director J. A. Rechi su nueva versión de la ópera de Offenbach Orfeu als inferns para el Teatro Romea.
- Comando a distància (2003 - 2004). Coescrita con D. Escardó, J. Évole, J. Grado y  X. Navarro. Dirigida por Jordi Purtí. El Terrat de producciones - Teatre Apolo
- Orfeu als inferns (2003) Coadaptació de la ópera de Offenbach. Dirigida por J. A. Rechi - Teatre Romea
- Sopa de ràdio (1999). Sketch “L'espectacle ha de continuar”. Dirigida por Oriol Grau
- City Bang Blues, sang i fetge a la ciutat (Premio Antoni Santos de teatro. Editorial Millà, 1995) ISBN
- L'Estany (1990 - 91) Coescrita con Màrius Serra, J.M. Fonalleras, Oriol Izquierdo y Jaume Subirana; Companyia del Teatreneu. Dirigidos por Carlos Lasarte
- L'oca del senyor és teva (1983)

## Guiones de televisión
Como guionista, entre sus últimos trabajos destacan la serie de Amazon Prime Televisión "Pau Gasol: lo importante es el viaje"; la película "Andrés Iniesta: el héroe inesperado" o los programas "El gran Sarao" (con Sílvia Abril y Toni Acosta, TNT-HBO Max); "La Casa dels còmics" (con Andreu Buenafuente, RTVE Catalunya) o "Mapes Mentals" (con Ana Boadas, RTVE Catalunya). Históricamente, despunta por su colaboración con El Terrat de Andreu Buenafuente, que se inicia en 1995 con el programa El terrat, de Radio Barcelona, y que incluye guiones para la mayoría de éxitos de la productora: La Cosa nostra, Plats bruts, A pèl, Homo zapping o las galas de los premios Goya presentadas por Buenafuente. En 2017 escribió "Proyecto Tiempo", una película de Isabel Coixet para la IV temporada de Cinergía. El año 2015 escribió el cortometraje Consumo responsable/ nivel 7, dirigido por Santiago Segura, que obtendría el Gran Premio y el Sol de Oro de Branded Content en el Festival Iberoamericano de Publicidad 2016. La temporada 1993-94 fue guionista  de Julia Otero (La radio de Julia, Premio Ondas y Antena de Oro 1994); y, previamente, de Isabel Gemio. También dirigió y presentó durante cuatro años el programa Va de cine de TVE.  

### Programas de TV
- "Amb tots vostès, Joan Pera". Dir: Xavier Sanjuan. Incís Films. TV3. 2023.
- "Mapes mentals". Dir: Laura Carulla. RTVE Catalunya. 2023
- "El gran sarao". TNT-HBO Max. Dir: Eva Merseguer i Víctor Rins. 2022.
- "La casa dels còmics amb Andreu Buenafuente". RTVE Catalunya. 2023
- "Pau Gasol: lo importante es el viaje". Amazon Prime Video. Dir: Oriol Bosch 2022
- Revolució 4.0 amb Xantal LLavina (TV3- 2020-21)
- "Project Niños" (director: Oriol Bosch. DMAX 2021)
- "Iniesta: el héroe inesperado". Rakuten TV. Dir: Oriol Bosch. 2021.
- No pot ser! Amb Jordi Basté. Dir: Rosa Olucha. TV3. 2019.
- Homo zapping". Dir: Alba Holgado. Neox. 2018. http://neox.atresmedia.com/programas/homo-zapping/
- Molta merda", amb Quim Masferrer. Documental para el CTRSUM. 2018.
- Programa inesperat" amb Sergi Mas. Directores: Xavi Viza y Montse Tejera. [TVE Catalunya 2017]
- Playcracks, con Bruno Oro. Director: Xavi Cassadó. [TV3 2016]
- El foraster (programa de Prades). Director: Xavier Morral. 2014. Tv3
- This is Opera. Director: Ramón Gener. La 2 de TVE. “Las noticias de las 2” (2011) Directora: Eva Merseguer. 2013-2015. Cuatro
- Alaska y Mario. Directora: Rosa Olucha. 2011.MTV
- Palomitas. Directores: J.Corbacho-D.Escardó. 2011.Tele 5
- Todo sobre la crisis. Director: Andreu Buenafuente. 2009 La 6
- Buenafuente. Director: Andreu Buenafuente. 2009. La 6
- Réplica. Director:  Carlos Latre y Xavi Cassadó. 2008. Tele 5
- Homo zapping News. Director: José Corbacho.2006. Antena 3
- Homo zapping. Director: José Corbacho. 2003-2005 Antena 3
- A Pèl y A Pèl Tour. Director: José Corbacho / Santi Millán. 2001-2003. Tv3
- Una altra cosa. Director: Andreu Buenafuente. 2002-2003. Tv3
- La última noche. Director: José Corbacho - Santi Millán. 2001. Tele 5
- Fent amics. Decir: Sergi Mas / Xavier Cassadó.2001. Tv3
- La cosa nostra. Director: Andreu Buenafuente. 1999-2000. Tv3
- L’entrevista del mil·lenni (Pepe Rubianes) / Malalts de tele .Director: Toni Soler. 1999. Tv3
- Sense títol/S.N .Director: Andreu Buenafuente. 1997-1998. Tv3
- Sense títol 2. Director: Andreu Buenafuente. 1996-1997. Tv3
- Bonic vespre. Director:  Fede Trae.1996. Tv3
- Sense títol. Director: Andreu Buenafuente.1995. Tv3
- Vaya Fauna. Director:  Enric Calpena. 1992-1993. Antena 3 TV
- Siempre hay una suegra. Director:  Joan R. Mainat.1993. Canal Sur
- Va de Cine. Director-presentador. 1989-1992. TVE-Cataluña
- L'informatiu del migdia. Redactor. Director:  Jordi Llonch. 1988.TVE-Cataluña
- Recull informatiu. Coordinador de cultura. Director:  J.M. Balcells. 1984-1987. TVE-Cataluña

### Series de TV
- Big Band Clan (2015-17). Coordinador de guion. Director: Xavier Borrell (2015-16) y Xavi Bertran (2017). Clan. TVE
- Pelotas (2006 - 2007). Biblia, coordinación y guiones primera etapa - A3 TV (después TVE) Director: José Corbacho y Juan Cruz.
- Divinos (2005 - 2006). Biblia inicial primera etapa - A3 TV
- Plats bruts (1997). Biblia inicial primera etapa - Tv3

### Galas de TV
- Premios Feroz 2016. (Guion vídeo de entrada: La niña feroz). Directora: Eva Merseguer.
- Festival de Málaga-Cine español (clausura), 2015. Director: Paco Caraballo. Atresmedia Eventos.
- V Premios Gaudí 2013. Director: Andreu Buenafuente - Rosa Olucha - TV3
- Los Goya 25 años 2011. Director: Andreu Buenafuente - Rosa Olucha - TVE Coordinador de guion
- Los Goya 2010. Director: Andreu Buenafuente - Rosa Olucha - TVE Coordinador de guion
- Premios Goya 2007. Director: José Corbacho - Manuel Iglesias - TVE
- Premios TP de Oro 2005. Director: Jordi Rossell - Antena 3 TV
- Premios Ondas. 1998 - Canal +
- Premios Ondas. 1997 - Canal +
- Premios Sant Jordi de Cinematografía de RNE (1992) - RNE, RTVE

## Radio
- A vivir que son dos días, con Lourdes Lancho. Sección "¡Qué cuento tienes!" 2014 - Cadena SER
- El terrat. Dirigido por Andreu Buenafuente. Radio Barcelona. 1995-1998 - Cadena SER
- La isla de los mosquitos. Dirigido por Andreu Buenafuente 2002 - Cadena SER
- La Radio de Julia. Dirigido por Julia Otero. 1993-1994 - Onda Cero
- Cine en el cuerpo. Colaborador. Dirigido por Eduardo de Vicente. 1994 - Ondula Rambla
- Les notícies del migdia. Comentarista de actualidad. 1989-1991 - RNE
- No sólo de día vive el hombre. Dirigido por Isabel Gemio - 1989 Cadena Rato
- Tarda 5 estrelles. Comentarista de cine. Dirigido por Alfred Picó. 1989-1991- Radio 4
- M'agraden els homes. Colaborador. Dirigido por Rosa Badia - 1987-1988. Radio Barcelona, SER
- Copyright 1987
- Serie La parada dels monstres - Catalunya Ràdio
- Els casos del Prudenci Bonavista. Radionovel·la - concurso - 1982-1983. Radio 4

## Branded content
- "Proyecto tiempo", película dirigida por Isabel Coixet para la IV edición de Cinergía (GNF)
- Corto: Consumo responsable-Nivel 7,  de Santiago Segura.2015[6]
- Gran Premio y Sol de Oro en la sección Contenidos de Marca en El Sol 2016, Festival Iberoamericano de la Comunicación Publicitaria.
- Campaña “BMW anuncia tú coche”.(Herraiz&Soto en colaboración con El Terrat). 2010
- Sol de Plata del Festival Iberoamericano de Publicidad, 2011.

## Cine
- Guion de "Proyecto Tiempo", película dirigida por Isabel Coixet para la IV edición de Cinergía (2017).
- Corto: Consumo responsable-Nivel 7, de Santiago Segura. 2015[6]
- Largo: Lucrecia, de Bosco Arochi (adaptación). 1990

## Prensa escrita
- Columnista de opinión de El Punt. 1995
- Colaborador del Mundo, Interviú, Playboy, El Triángulo, El Víbora y Woman. 1987-1993
- Columnista de opinión del diario Avui. 1987-1989
- Gabinete de prensa del Ayuntamiento de Premià de Mar. 1983
- Corresponsal de la revista El Maresme. 1982-1983
- Redactor de la revista Premià Informa. 1981-1982

## Docencia
- Profesor de Narrativa en la Barcelona School of Creativity desde 2023
- Profesor de Novela II en la Escuela de Escritura del Ateneo Barcelonés entre 2014 y 2018.

- Curso “Técnicas de escritura profesional de la sketch” en la Escola d'Escriptura del Ateneu Barcelonès entre 2013 y 2018.
- Profesor del posgrado en Guion. “La escritura del guion televisivo para programas de entretenimiento y humor” (Clases sobre “El sketch” y “Recursos literarios para el guion humorístico”) IDEC Universitat Pompeu Fabra-El Terrat. Universidad Pompeu Fabra-IDEC-El Terrat. http://www.idec.upf.edu/postgrado-en-guion/direccion-y-profesorado. 2008-2015
- "Ficció seriada” en la Escola Universitaria Politécnica del Tecnocampus de Mataró. 2015
- Curso “El guió”. Universidad Internacional de Cataluña. 2014
- Curso “Parir una sèrie”. Aula 6tma. Biblioteca Martí Rosselló i Lloveras, de Premià de Mar, y otros centros desde 2014.
- Redacción Periodística en la Universidad Autónoma de Barcelona. 1992-1993

## Premios
A los 17 años gana el premio de poesía Ona d'Argent (1979) por la compilación de poemas Primer esguard.
El año 1981 obtiene varios galardones de narrativa: el Arts i Lletres por el cuento Lletres; Just Manuel Casero por la compilación de cuentos Amfetamínic y el premio La Colla por Afrodisíacs alquimístics & Grapejant Magnetoscopis, los dos coescritos con Rafael Vallbona; y Joan Santamaria de novela corta por Els set segells.
A los 24 años gana el premio de literatura erótica La sonrisa vertical con la compilación de cuentos El vaixell de les vagines voraginoses  (Tusquets, 1987). Dos años después, una nueva versión de su primera obra de teatro, City Bang Blues, gana el Memorial Antoni Santos (1989).
En el año 1991 obtiene dos galardones: Marina, por la compilación de cuentos Noia dels timbals (Columna-Pont de Pedra), y el premio La Piga de la Viuda Reposada por Orgasmes escabrosos (Pòrtic).
Es finalista del Premio Sant Jordi de Novela 1998 con La edad de los monstruos (Columna).
Además de los premios literarios obtenidos a título individual, muchos proyectos donde ha participado como guionista también han sido premiados. Por ejemplo: el Sol de Oro y el Gran Premio en categoría Branded Contento del Festival Iberoamericano de Publicidad 2016 por el corto Consumo responsable/ Nivel 7, dirigido por Santiago Segura; el Sol de Plata en el mismo Festival, en 2011, por la campaña “BMW anuncia tú coche” (Herraiz Soto/ El Terrat); el Premio Ondas al mejor programa de entretenimiento (2000) por La Cosa nostra (TV3); el Ondas al mejor programa de radio local (1997) por El Terrat (Cadena SER); o el Ondas al mejor programa de radio y la Antena de Oro 1994 por La radio de Julia (Onda Cero).